# Ptinus foncki
Ptinus foncki là một loài bọ cánh cứng trong họ Ptinidae. Loài này được Philippi miêu tả khoa học năm 1804.